# Matsushita Yutaka
Yutaka Matsushita (sinh ngày 13 tháng 9 năm 1968) là một cầu thủ bóng đá người Nhật Bản.

## Sự nghiệp câu lạc bộ
Yutaka Matsushita đã từng chơi cho Yokohama Marinos.